# 清江河
清江河，是中国长江流域的一条河流，汇入白龙江下游右岸，属于嘉陵江水系。河长140千米，流域面积2846平方千米，多年平均流量54立方米每秒。自然落差1460米。水能理论蕴藏量0.3万千瓦。